# رحبه باحماس (يبعث)

تعديل مصدري - تعديل

رحبه باحماس هي إحدى قرى عزلة يبعث بمديرية يبعث التابعة لمحافظة حضرموت، بلغ تعداد سكانها 42 نسمة حسب تعداد اليمن لعام 2004.